# Boophone
Boophone és un gènere de plantes herbàcies perennes i bulboses dins la família Amaril·lidàcia, és l'únic membre de la subtribu Boophoninae. Aquest gènere només té dues espècies que són plantes natives d'Àfrica tropical i temperada des del sud-est del Sudan fisn Sud-àfrica.

## Etimologia
William Herbert, va escriure el nom d'aquest gènere de tres maneres diferents: "Boophane" el 1821; "Buphane" i Buphone" el 1825, i ell mateix va conservar el nom de "Boophone" el 1837. Diversos autors han especulat sobre l'origen d'aquest nom i van fer una proposta l'any 2001 per conservar el primer nom i deixar els altres com a sinònims. Aquesta proposta va ser acceptada l'any 2002.

## Espècies
Segons Kew Gardens:
- Boophone disticha (L.f.) Herb., Bot. Mag. 52: t. 2578 (1825). Distribuïda des de Sudan fins a Sud-àfrica.
- Boophone haemanthoides F.M.Leight., J. S. African Bot. 13: 59 (1947). De Namíbia fins a la Província del Cap.